# Маиду
Маиду е термин, който се отнася до хората известни като племето маиду или Североизточни маиду. Калифорнийско индианско племе, живяло между Ласен Пик и Куинси в североизточна Калифорния.

## Култура
Говорели 4 диалекта на езика Маиду, които образували и 4 разделения на племето, носещи името на съответната обитавана от тях област:
- Американ Вали
- Индиън Вали
- Биг Мийдоус
- Съсънвил

Били основно ловци-събирачи.
Селската общност е основна политическа организация. Тя била автономно обединение и включвала по няколко близко разположени селца. Обикновено тези селца се състояли от по 6 – 7 полуземлянки и били обитавани от по средно 35 души. През лятото използвали обикновени дървени колиби от клони покрити с треви.
Облеклото на тези хора варирало според сезона. В топлото време мъжете обикновено ходели голи или по набедреник от еленова кожа, а жените с двойни престилки. В студеното време обличали гамаши, мокасини и наметала. И двата пола носели косите си дълги като жените използвали и плетени шапки. Били отлични кошничари. Стават известни с фините си кошници от с големина на напръстник до доста обемни.

## История
Живота им бил слабо повлиян от белите преди Златната треска от 1848 г., тъй като преди това рядко през територията им преминават ловни и други експедиции. Първите имигранти пристигат в района около 1847 г., последвани малко по-късно от хиляди златотърсачи. За кратко време те унищожават екологията в района и обричат индианците на глад и бедност. Така от първоначалните около 8000 маиду и конкоу, до 1910 г. остават едва около 900.